# Arachnodes renaudi
Arachnodes renaudi är en skalbaggsart som beskrevs av Lebis 1958. Arachnodes renaudi ingår i släktet Arachnodes och familjen bladhorningar. Inga underarter finns listade.